# Ken Matsumoto
Ken Matsumoto (松本 憲 Matsumoto Ken?), född 28 augusti 1987 i Kanagawa prefektur, är en japansk före detta fotbollsspelare.
Matsumoto började sin karriär 2006 i JEF United Chiba. Efter JEF United Chiba spelade han för Albirex Niigata Singapore, Sisaket FC, YSCC Yokohama och Grulla Morioka. Han avslutade karriären 2012.